# Izvoarele, Buzău
Izvoarele este un sat în comuna Bozioru din județul Buzău, Muntenia, România. Se află în zona de munte.